# Amisk
Amisk is een plaats in de Canadese provincie Alberta en telt 172 inwoners (2006).